# Siglistorf
Siglistorf (schweizertyska: Siglischdorf) är en ort och kommun i distriktet Zurzach i kantonen Aargau, Schweiz. Kommunen har 721 invånare (2023).